# Banmankhi Bazar
Banmankhi Bazar is een notified area in het district Purnia van de Indiase staat Bihar. 

## Demografie
Volgens de Indiase volkstelling van 2001 wonen er 25.183 mensen in Banmankhi Bazar, waarvan 55% mannelijk en 45% vrouwelijk is. De plaats heeft een alfabetiseringsgraad van 52%. 